# Din-i-ilahi

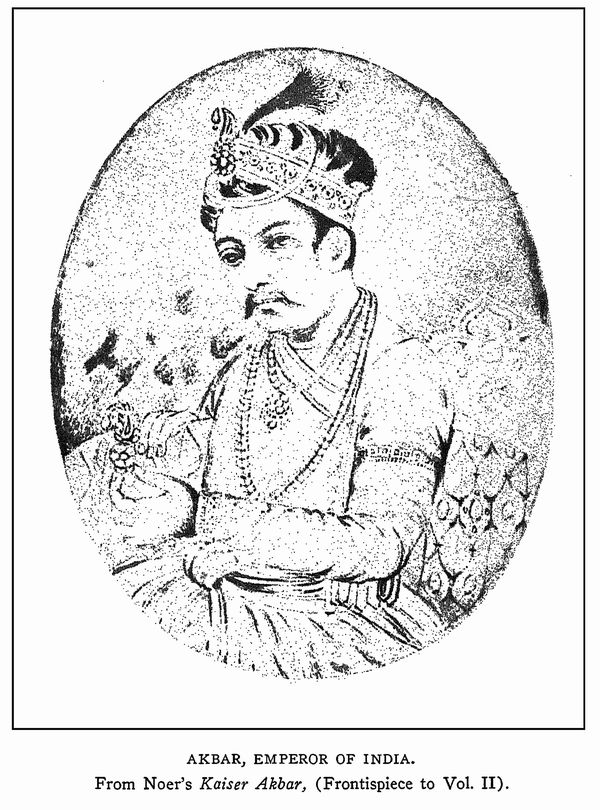
Akbar – twórca nowej religii, uznawany za najwybitniejszego władcę z dynastii Mogołów.

Din-i-ilahi albo din-e illahi (wiara boska ew. boża) – synkretyczna religia stworzona przez Wielkiego Mogoła Akbara (1542–1605). System wierzeń łączył w sobie elementy wielu religii występujących na subkontynencie indyjskim – przede wszystkim islamu i hinduizmu, ale także w mniejszym stopniu chrześcijaństwa, dżinizmu i zaratusztrianizmu.

## Tło historyczne

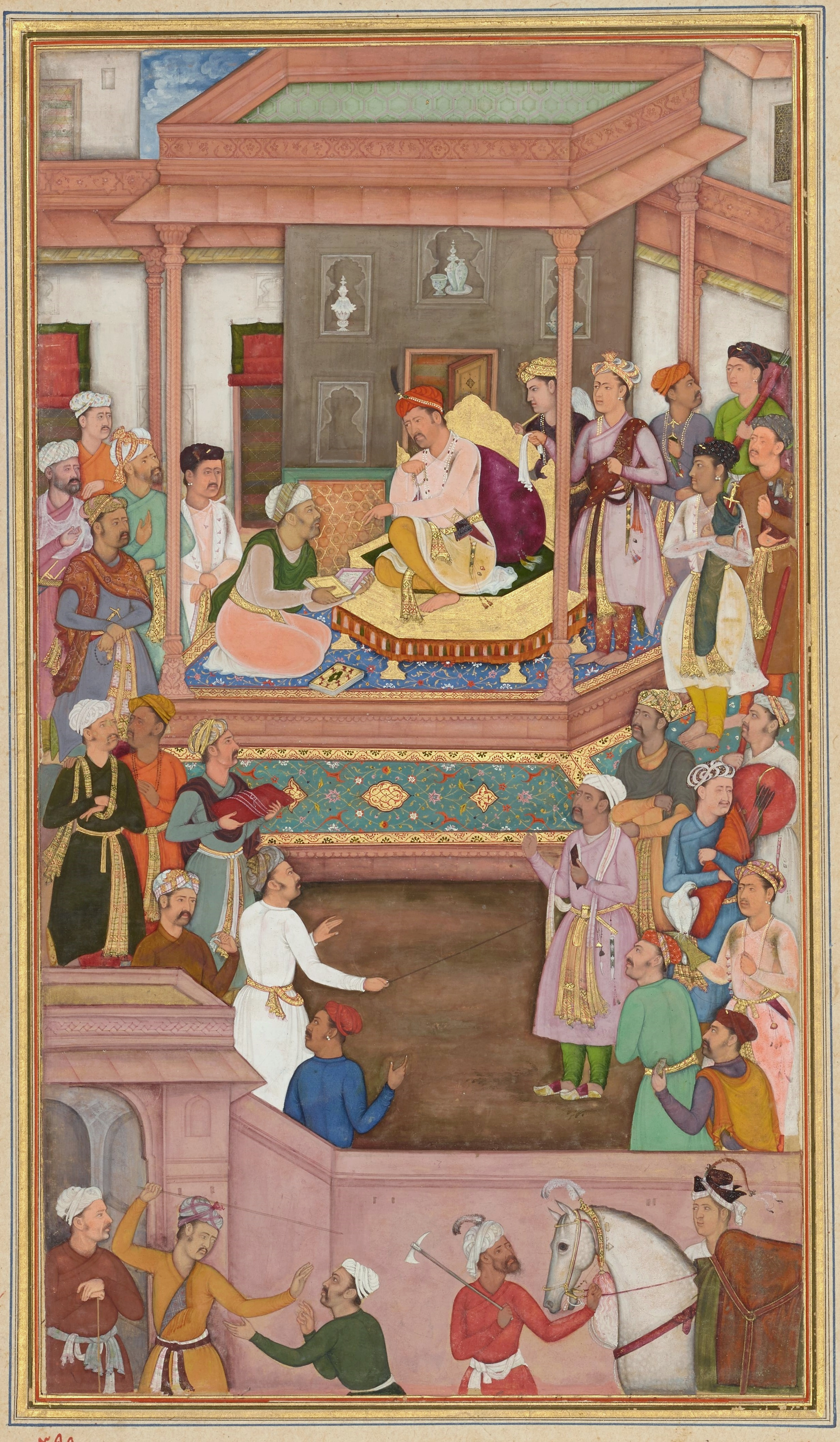
Abu'l-Fazl, wyznawca Din-i-ilahi, przedstawiający swemu władcy Akbarnamę - kronikę opisującą życie Wielkiego Mogoła Akbara.

W przeciwieństwie do pozostałych władców z muzułmańskiej dynastii Mogołów Akbar był człowiekiem tolerancyjnym. Pomimo kronikarskich opisów sugerujących jego prozelityzm na początku panowania, Akbar wkrótce zapragnął dogłębniej poznać swoją wiarę. W tym celu stworzył „dom modłów”, do którego zapraszał na spotkania czołowych teologów sufizmu (oficjalnego nurtu islamu w państwie). W toku dyskusji stało się jasne, że nawet w łonie ortodoksji występują silne różnice dotyczące nie tylko detali, ale również spraw fundamentalnych. W takiej sytuacji, w poszukiwaniu odpowiedzi na nurtujące go pytania, cesarz zdecydował się na zaproszenie do debaty przedstawicieli innych religii.
Akbar nie był prekursorem dialogu międzyreligijnego w regionie. Zdaniem Muhammada Hedayetullaha pierwszą osobą otwarcie głoszącą konieczność dialogu pomiędzy hinduizmem i islamem był Kabir, działający na przełomie XV i XVI wieku. Jego pisma wpłynęły z kolei na rozwój tzw. ruchu bhakti, głoszącego spójność hinduizmu i islamu na poziomie mistyki. Akbar jednakże, poprzez swoje osobiste poparcie dla ruchów quasi-synkretycznych, dał tym nurtom szersze pole do rozwoju. 

## Polityka religijna Akbara
Dwór Akbara wkrótce stał się centrum myśli teologicznej dzięki cesarskim debatom, na które zapraszano uczonych różnych wyznań. Pochodzili oni zarówno z terenów rządzonych przez Mogołów, jak i spoza ich państwa – w spotkaniach niejednokrotnie uczestniczyli m.in. jezuici z Europy.
Oprócz tego władca Imperium Mogolskiego wprowadził szereg reform religijnych, takich jak likwidacja podatku pogłównego dla innowierców (dżizja), zniesienie większości obostrzeń względem niemuzułmańskiego kultu publicznego czy rezygnacja z pobierania podatku pielgrzymkowego, nakładanego przez poprzednich muzułmańskich władców na wyznawców innych religii. Ponadto Akbar sprzeciwiał się przymusowej konwersji jeńców na islam, jak również w pewnych przypadkach zezwalał na rekonwersję, porzucenie islamu, i tym samym powrót do dawnej religii. Ponadto Akbar niejednokrotnie wspierał wyznawców hinduizmu oraz dżinizmu w ich kulcie, na przykład poprzez odgórny zakaz (obejmujący także muzułmanów) zabijania określonych gatunków zwierząt w pewne dni.  
Niezwykle tolerancyjna polityka religijna, niekiedy ocierająca się o ograniczanie pewnych swobód dla wyznawców islamu, rozbudziła debatę odnośnie do osobistych przekonań religijnych Akbara. Współczesny mu historyk i teolog Abd al-Kadir Badayuni stworzył nawet listę zarzutów i uchybień, jakich władca miał się dopuścić względem wyznawców islamu, jak również oskarżył go o odstępstwo od wiary. W późniejszej historiografii podobne podejście prezentował dwudziestowieczny brytyjski historyk Vincent Smith, który stwierdził, że w momencie powołania do życia din-i-ilahi Akbar przestał być muzułmaninem. Z tą argumentacją nie zgodził się Sri Ram Sharma, który, opierając się na zapiskach chrześcijańskich misjonarzy, stwierdził, iż trzeci władca Imperium Mogołów do końca życia wykazywał szacunek dla islamu i zrozumienie dla wielu kluczowych dogmatów tej religii, jak również dla osoby Proroka.   

## Utworzenie din-i-ilahi
Zdaniem Sri Ram Sharmy, w świetle dostępnych nam źródeł, din-i-ilahi nie powinna być traktowana jako pełnoprawna religia. Ów system wierzeń nie uznawał żadnych sprecyzowanych bogów ani proroków, nie istniały żadne święte teksty,  wiara zaś łączyła w sobie kult przyrody, mistycyzm i wyrafinowaną filozofię. Zdaniem Sharmy właściwszym określeniem na din-i-ilahi jest słowo ,,zakon" raczej niż ,,religia". W podobnym tonie wypowiadają się w tej kwestii Catherine B. Asher i Cynthia Talbot, które przyczyn błędnego zakwalifikowania din-i-ilahi jako religii dopatrują się w zniekształceniach translacyjnych dzieł biografa Akbara – Abu'l-Fazla. Takie pojmowanie sprawy nie jest jeszcze powszechne w obecnej historiografii i wielu historyków nadal określa system wierzeń Akbara jako religię.
Din-i-illahi spotkała się z o wiele mniejszym odzewem niż przypuszczał jej założyciel, choć nie podejmował on większych wysiłków w celu jej propagowania. Społeczeństwo zachowało się wobec niej biernie, duchowni muzułmańscy zaś uznali ją za bluźnierczą. Nową wiarę przyjmowali jedynie niektórzy dworzanie, licząc tym samym na przypodobanie się władcy, lecz i w tym punkcie Sri Ram Sharma zwraca uwagę na brak specjalnego traktowania przez Akbara osób, które przyjęły din-i-ilahi. 
Głównymi pryncypiami nowej wiary były:
1. jedyność Boga;
2. zwrot Allāhu Akbar używany jako powitanie przez wyznawców religii;
3. powstrzymywanie się od spożywania mięsa;
4. wspólne świętowanie urodzin każdego współwyznawcy;
5. niekrzywdzenie – wyznawcy mieli powstrzymywać się od kontaktów z rybakami, rzeźnikami, myśliwymi itp.;
6. centralna pozycja Akbara w przyjmowaniu nowych wyznawców[10].

W historiografii toczy się debata dotycząca motywacji kierujących Akbarem przy kształtowaniu din-i-ilahi, jak również prawdziwości niektórych przekazów odnośnie do nowego systemu kultu. Nie jest wykluczone, że din-i-ilahi było jedynie wyrazem osobistych poszukiwań Akbara, jak również próbą konsolidacji jego najbliższego środowiska dworskiego, bez planów na dalsze szerzenie religii w społeczeństwie. 
Po śmierci Akbara i objęciu tronu przez jego syna, Dżahangira, wszyscy wyznawcy nowej wiary natychmiast ją porzucili. Państwową religią Imperium Mogołów ponownie stał się islam, z czasem oddalający się od pryncypiów tolerancji międzyreligijnej.